# Friedrich Julius von Wülknitz
Friedrich Julius von Wülknitz (* 1658; † 6. Juni 1733) war Ritter des Johanniterordens, anhaltischer Stallmeister und Erb- und Gerichtsherr auf Crüchern.

## Leben

### Herkunft und Familie
Von Wülcknitz entstammte dem alten, anhaltischen Adelsgeschlecht derer von Wülcknitz. Er war jüngster Sohn des Ludwig von Wülcknitz, Oberamtmann und Mitglied der Fruchtbringenden Gesellschaft, und dessen Ehefrau Sophie, geb. von Börstel († 1724). Er hatte zwei Brüder; Ludwig Wilhelm und Carl Heinrich von Wülcknitz. Er heiratete Anne Marie Lemacon de la Fontaine, eine Flüchtige aus Frankreich, und bekam mit ihr zahlreiche Kinder, darunter: Albertina Charlotte, Erdmann Ludwig, Amtshauptmann und ebenfalls Ritter des Johanniterordens, Friedrich Christoph, Kammerjunker und ebenfalls Stallmeister und Henriette Louisa von Wülcknitz.

### Karriere
Von Wülcknitz diente in verschiedenen wichtigen Staats- und Kriegseinrichtungen. Unter Johann Georg II. von Anhalt-Dessau wirkte er als ältester Stallmeister. Er wurde während seiner Lebenszeit ein Ritter des Johanniterordens.